# Gerda Kraan
Gerarda Maria Kraan, més coneguda com a Gerda Kraan   (Leiden, 30 de juliol de 1933), és una atleta neerlandesa, ja retirada, especialista en curses de mig fons, que va competir entre finals de la dècada de 1950 i mitjans de la de 1960.
El 1960 va prendre part en els Jocs Olímpics d'Estiu de Roma on quedà eliminada en sèries en la cursa dels 800 metres del programa d'atletisme. Quatre anys més tard, als Jocs de Tòquio, fou setena en la mateixa prova del programa d'atletisme.
En el seu palmarès destaca una medalla d'or en els 800 metres del Campionat d'Europa d'atletisme de 1962. En aquesta cursa va establir un nou rècord d'Europa de l'especialitat amb un temps de 2' 02.8". A nivell nacional guanyà el campionat neerlandès dels 400 metres el 1961, dels 800 metres entre 1959 i 1964 i de camp a través el 1964 i el 1965.

## Millors marques
- 400 metres. 53.7" (1962)
- 800 metres. 2' 02.8" (1962)[1][5]